# Ana María Westphalen
Ana María Westphalen Rodríguez de Miró-Quesada (Lima, 11 de diciembre de 1950) es una artista plástica autodidacta peruana, especializada en escultura utilizando como principales materiales la plata laminada, piedra de huamanga, mármol, madera y resina acrílica. 
Es hija de Luis Westphalen Milano y de Yolanda Rodríguez Cartland, poetisa peruana; y sobrina del poeta Emilio Adolfo Westphalen. Se casó con Francisco Miró-Quesada Rada, director del diario El Comercio y exembajador en Francia.

## Exposiciones colectivas
Esta artista inicia sus exposiciones en Lima en 1997 y hasta 2005 participando en muestras colectivas como la Noche del Arte  auspiciada por la embajada de Estados Unidos en el Perú. 
En otras colectivas, en el año 2001 expuso en la Alianza Francesa de Miraflores, en Lima.
En Washington, en el año 2002 expuso en la OEA en la muestra titulada Mujer, artista de hoy.
Ese mismo año, tuvo la oportunidad de participar en otra muestra colectiva llamada Piedras de Huamanga en el centro cultural de la Universidad Católica, (CPUC).
Entre el 2002 y el 2003, esta escultora, participó en la muestra artistas peruanas contemporáneas en el Club Sportif MAA de Montreal, Canadá.
En el 2003 participó en la muestra Esculturas en plata en Iberjoya, en Madrid. Ese mismo año también expuso en Expoart de Ginebra.
En el año 2004 expuso su arte en el Palacio de las Naciones de Ginebra y en la Galería Diámono de dicha ciudad.

## Exposiciones individuales
Esta artista comenzó sus exposiciones individuales en las ciudades de Pau y Tarbes, en Francia, en el año 2001.
- En el centro Cultural Ricardo Palma, de Lima, expuso las obras titulas Imaginarios en plata (2004).
- Exposición de esculturas en el Consulado del Perú en Ginebra, 2004.
- Exposición titulada los equilibristas en el museo de la Municipalidad de Offenbach, Fráncfort del Meno, Alemania, en 2004
- Exposición en la galería l'Atelier de Boulogne Billancourt de París, en 2006
- Muestra titulada Aves del Perú en la galería Parisberlin de París, en el año 2007.
- Muestra Zoología mítica en la Municipalidad de Asnières, en Francia.